# MARK IS 후쿠오카 모모치

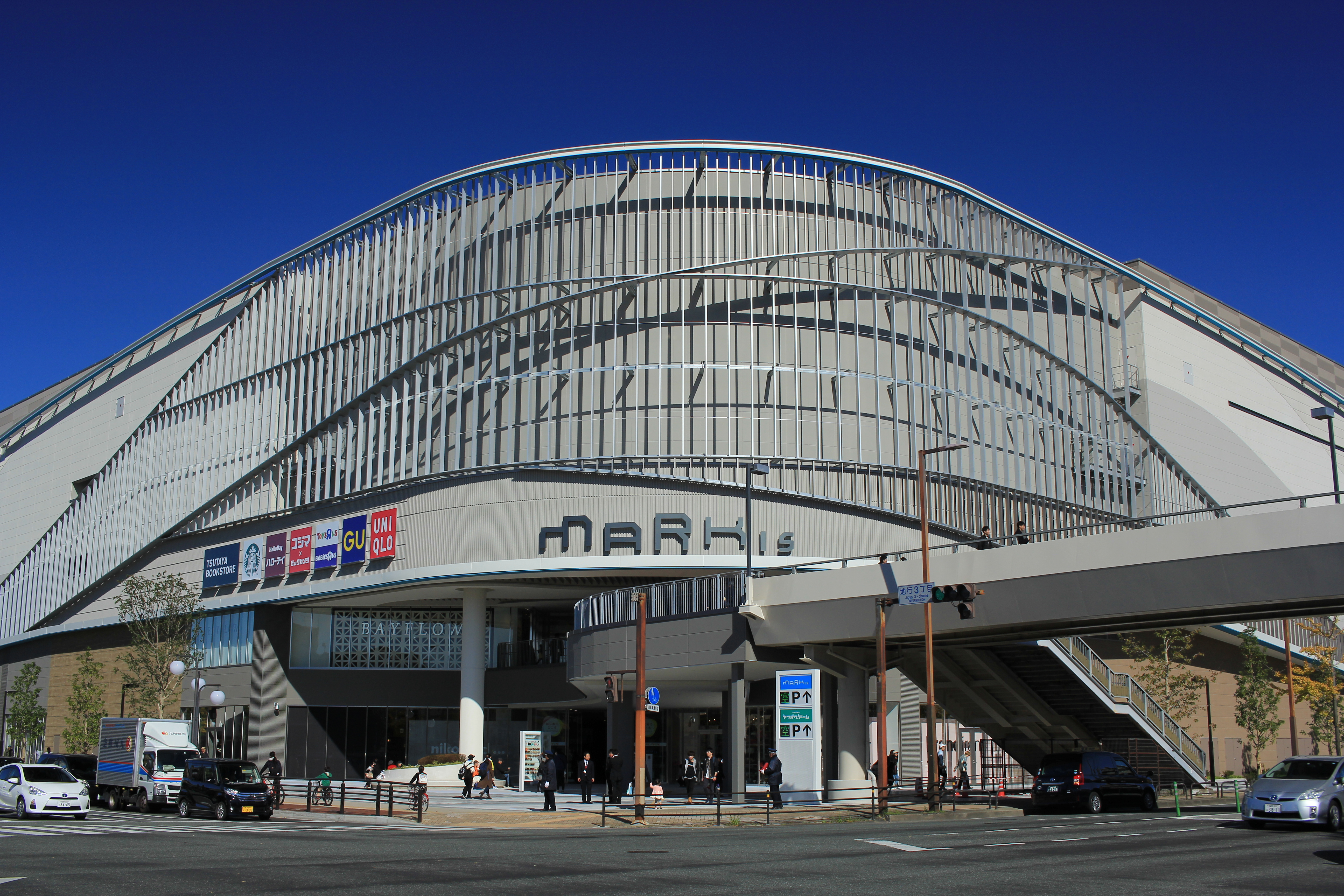
MARK IS 후쿠오카 모모치

MARK IS 후쿠오카 모모치(일본어: MARK IS 福岡ももち)는 일본 후쿠오카현 후쿠오카시 주오구 지교하마에 있는 미쓰비시지쇼가 운영하는 상업시설이다.
미쓰비시지쇼 그룹이 전개하는 상업시설 브랜드 MARK IS의 3호점으로, 2018년 11월 21일에 그랜드 오픈을 했다. 후쿠오카 돔에 인접한 시사이드 모모치 지구에 속한다. 지상 4층으로 되어 있으며, 상업 시설 면적은 약 48,000m2이다. 후쿠오카시 서부 지역에서는 이온몰 후쿠오카 이토를 제치고 최대 규모의 상업 시설이다.